# Lino Martins da Silva
Lino Martins da Silva nasceu na freguesia de Nine, Vila Nova de Famalicão, Portugal, em 19 de maio de 1940 foi um renomado contador, professor de Contabilidade Pública, Orçamento público e Análise de balanço dentre outras disciplinas, e escritor.
Com mais de quatro décadas de profícua atividade profissional, foi formado em Ciências Contábeis pela Faculdade Moraes Júnior em 1967; Pós graduado em Auditoria Externa pelo Instituto Brasileiro de Mercado de Capitais em 1974; Bacharel em Direito pela UERJ em 1984; e Livre Docência pela Universidade Gama Filho em 1997.

## Carreira Profissional
Aprovado em concurso público para o cargo de Fiscal de Rendas da Secretaria de Finanças do Estado da Guanabara em 1965. Entre 1967 e 1971 exerceu o cargo de Inspetor-Chefe do Departamento do Imposto sobre Serviços do Estado da Guanabara. Entre 1975 e 1979 exerceu a função de Inspetor Geral de Finanças da Secretaria de Estado de Fazenda quando da fusão do Estado do Rio com a Guanabara; em seguida, até 1982, de Assessor Chefe da Assessoria de Orçamento da Secretaria de Estado de Fazenda, e de 1983 a 1987 passou ao cargo de Inspetor Geral de Finanças do Estado do Rio de Janeiro.  Aposentou-se dessas funções públicas em 1990.
Na UERJ foi: Professor Adjunto desde 1971; Membro do Conselho de Curadores de 1976 a 1979, e de 1984 a 1985; Diretor Geral de Administração 1988.
Na Cidade do Rio de Janeiro exerceu o cargo de Controlador Geral nos períodos de 1993 a 1996, e de 2001 a 2008.
Foi Consultor do PNUD e Consultor Associado da KPMG Auditores.
Integrou os Conselhos Editoriais da Revista Brasileira de Contabilidade (RBC), e Científico da Revista de Educação e Pesquisa em Contabilidade (REPeC), e também o Grupo da Área Pública do CFC
Participou, em 2004 do VI LUSOCON Congresso Ciência de Comunicação e apresentou o trabalho intitulado "Comunicação institucional em organização pública - o caso da Controladoria Geral do Município do Rio de Janeiro", em co-autoria com Sonia Virginia Moreira.
Na XXI Conferência Interamericana de Contabilidade, realizada em Cancun - México, em 1995, apresentou o trabalho de sua autoria "Controladoria Pública Modelo para o controle integrado no setor público". Em 1992 foi a vez do XIV Congresso Brasileiro de Contabilidade, realizado em Salvador, Bahia em 1992 apresentar o tema "Politicas, Instrumentos e Programas para um Controle Interno Eficaz".
Faleceu poucos meses antes de participar como palestrante da 16ª Convenção dos Profissionais de Contabilidade do Estado do Paraná, em maio de 2013.

## Prêmios e Homenagens
- Medalha Pedro Ernesto da Câmara Municipal da Cidade do Rio de Janeiro em 2011, por iniciativa do Vereador Eider Dantas[7]
- Premio Monografias da Secretaria do Tesouro Nacional1997[8]
- Premio CFC do Conselho Federal de Contabilidade 1987[carece de fontes?]
- Deu nome à Escola Municipal Lino Martins da Silva, inaugurada em 2016 no Complexo da Maré, na cidade do Rio de Janeiro[9]

## Livros e trabalhos publicados (Contabilidade)
- Contabilidade Forense - princípios e fundamentos. São Paulo: Editora Atlas, 2012.
- Estudando Teoria da Contabilidade (e outros). São Paulo: Editora Atlas, 2009.
- Contabilidade Governamental: um enfoque administrativo da nova contabilidade pública. São Paulo: Editora Atlas, 2004.[10]
- Apuração e Prevenção de Fraudes em Contabilidade. Rio de Janeiro: Sindicato dos Fiscais de Renda do Estado do Rio de Janeiro, 1999.[3]